# Pat Flaherty
Pat Flaherty, właśc. George Francis Flaherty Jr. (ur. 6 stycznia 1926 w Glendale, zm. 9 kwietnia 2002 w Oxnard) – amerykański kierowca wyścigowy, zwycięzca Indianapolis 500 w 1956 roku.

## Kariera
Flaherty urodził się w Glendale w Kalifornii. Ścigał się w seriach AAA i USAC, wliczając w to zawody Indianapolis 500, które w latach 1950–1960 były rundą mistrzostw Formuły 1.
Po zakończeniu kariery kierowcy przez ponad 20 lat brał udział w wyścigach gołębi.
Zmarł na raka 9 kwietnia 2002 roku w Oxnard.

## Starty w Formule 1
| Legenda oznaczeń w tabelach wyników Wyświetl szablon na nowej stronie | Legenda oznaczeń w tabelach wyników Wyświetl szablon na nowej stronie                                                                     |
| Oznaczenie                                                            | Wyjaśnienie |
| --------------------------------------------------------------------- | --- |
| Złoty                                                                 | Zwycięzca lub mistrzostwo |
| Srebrny                                                               | 2. miejsce lub wicemistrzostwo |
| Brązowy                                                               | 3. miejsce lub II wicemistrzostwo |
| Zielony                                                               | Ukończył, punktował (w klasyfikacji generalnej, gdy zdobył co najmniej jeden punkt na przestrzeni sezonu, poza trzema powyższymi opcjami) |
| Niebieski                                                             | Ukończył, nie punktował (w klasyfikacji generalnej, gdy nie zdobył co najmniej jednego punktu na przestrzeni sezonu)                      |
| Czerwony                                                              | Nie zakwalifikował się (NZ) |
| Czerwony                                                              | Nie prekwalifikował się (NPK) |
| Różowy                                                                | Nie ukończył (NU) |
| Różowy                                                                | Niesklasyfikowany (NS) (w klasyfikacji generalnej, gdy nie został sklasyfikowany w żadnym wyścigu sezonu)                                 |
| Czarny                                                                | Zdyskwalifikowany (DK) |
| Czarny                                                                | Wykluczony (WYK/EX) |
| Biały                                                                 | Nie wystartował (NW) |
| Biały                                                                 | Kontuzjowany (K/INJ) |
| Biały                                                                 | Wyścig odwołany (OD/C) |
| Bez koloru                                                            | Został wycofany (WYC/WD) |
| Bez koloru                                                            | Nie przybył (NP/DNA) |
| Bez koloru                                                            | Nie brał udziału w treningach (NT/DNP) |
| Bez koloru                                                            | Nie został zgłoszony (–) |
| Pogrubienie                                                           | Start z pole position |
| Kursywa                                                               | Najszybsze okrążenie wyścigu |
| †                                                                     | Nie ukończył, ale jego rezultat został zaliczony ze względu na przejechanie więcej niż 90% dystansu wyścigu.                              |
| *                                                                     | Sezon w trakcie |
| 1/2/3                                                                 | Punktowana pozycja w sprincie kwalifikacyjnym                                                                                             |
| Lista systemów punktacji Formuły 1                                    | |

| Rok  | Zespół                   | Samochód             | Silnik         | 1   | 2       | 3      | 4   | 5   | 6   | 7   | 8   | 9   | Msc. | Pkt. |
| ---- | ------------------------ | -------------------- | -------------- | --- | ------- | ------ | --- | --- | --- | --- | --- | --- | ---- | ---- |
| 1950 | Grancor Auto Specialists | Kurtis Kraft 3000    | Offenhauser R4 | GBR | MCO     | 500 10 | CHE | BEL | FRA | ITA |     |     | –    | 0    |
| 1953 | Peter Schmidt            | Kurtis Kraft 3000    | Offenhauser R4 | ARG | 500 NU  | NLD    | BEL | FRA | GBR | DEU | CHE | ITA | –    | 0    |
| 1954 | Ed Walsh                 | Kurtis Kraft 500C    | Offenhauser R4 | ARG | 500 NU* | BEL    | FRA | GBR | DEU | CHE | ITA | ESP | –    | 0    |
| 1955 | Harry Dunn               | Kurtis Kraft 500B    | Offenhauser R4 | ARG | MCO     | 500 10 | BEL | NLD | GBR | ITA |     |     | –    | 0    |
| 1956 | John Zink                | Watson Indy Roadster | Offenhauser R4 | ARG | MCO     | 500 1  | BEL | NLD | GBR | DEU | ITA |     | 5    | 8    |
| 1959 | John Zink                | Watson Indy Roadster | Offenhauser R4 | MCO | 500 NU  | NLD    | NLD | GBR | DEU | POR | ITA | USA | –    | 0    |

* Samochód wspóldzielony z Jimem Rathmannem.